# Kriwaja Polana
Kriwaja Polana (ros. Кривая Поляна) – wieś (sieło) w Rosji, w obwodzie woroneskim, w rejonie ostrogożskim. W 2021 liczyła 286 mieszkańców.